# Mirian II d'Ibèria
Mirian II (georgià: მირიანი) o Mirvan II (მირვანი) (vers 90–20 aC) fou rei d'Ibèria (Kartli) vers el 33 al 23 aC o segons Tumanoff del 30 a 20 aC. Amb la seva pujada al tron va quedar restaurada la dinastia nebròtida enllaçada legalment amb la Farnabàzida.
Mirian era fill de Parnajom, i a la caiguda del seu pare es va refugiar a terres iranianes; allí va aconseguir finalment un exèrcit amb el que va tornar vers l'àny 30 i va derrotar i matar a Parnavaz II d'Ibèria agafant el poder. Va morir al cap d'uns deu anys de regnar i el va succeir el seu fill Artàxies II (Àrsaces II).